# 로테 (가수)
샤를로테 레츠바흐(독일어: Charlotte Rezbach, 1995년 7월 14일 ~ )는 로테(Lotte)라는 예명으로 활동 중인 독일의 가수이다. 